# Ion Prodan
Ion Prodan (în Rusia a fost cunoscut mai ales ca Иван Продан, adică Ivan Prodan; n. 28 iunie 1968, Sărata Veche, RSS Moldovenească, URSS) este un criminal în serie rus originar din Republica Moldova. 

## Biografie
A fost al unsprezecelea și cel mai mic copil dintr-o familie numeroasă și săracă din satul Sărata Veche, raionul Fălești, RSS Moldovenească. Tatăl său era alcoolic și își bătea frecvent atât soția, cât și copiii. În plus, Prodan a fost agresat de frații săi mai mari. După o astfel de bătaie a tatălui său, Prodan a fugit de acasă. Din anumite motive, a fost atras de calea ferată, uneori trăind săptămâni întregi în vagoane abandonate.
În școală, Prodan era la fel agresat și nu și-a terminat studiile. Agresiunea a continuat și în timpul serviciului său militar în batalionul de construcții din Leningrad.
După ce a slujit în armată, nu s-a întors în Moldova, ci a decis să meargă la muncă la Moscova. Neavând specialitate sau domiciliu, el putea conta doar pe munca sezonieră.

## Infracțiuni
Prodan a continuat să locuiască în preajma căii ferate, nu departe de locul în care va comite mai târziu majoritatea crimelor sale, inclusiv prima.
La 2 septembrie 1994, în apropierea incintei inspecției tehnice a trenurilor gării Kievskaia din Moscova, în timp ce bea alcool, Prodan l-a ucis și jefuit pe tovarășul său de băut, un tâmplar pe nume Vladimir Sladkov, lovindu-i capul cu o țeavă metalică. În crimele sale ulterioare, Prodan a continuat să folosească o bară de metal.
După crimă, Prodan a plecat la Sankt Petersburg, unde, în 1995, a comis un jaf cu ajutorul unui bărbat pe nume Riabov. După ce a petrecut 9 luni într-un centru de detenție preventivă, a fost condamnat la 4 ani de probă.
Întorcându-se la Moscova, Prodan s-a căsătorit cu o tânără dintr-o localitate rurală din regiunea Kostroma. Familia a închiriat un apartament în casa numărul 37 de pe bulevardul Leninski Komsomol din orașul Vidnoe, regiunea Moscovei. Prodan și-a bătut în mod sistematic și și-a insultat soția. El a fost deosebit de furios cu faptul că au avut o fiică în loc de un fiu, până la un punct în care a încercat să-și arunce soția de la etajul șase.
Ulterior, și-a trimis familia în Moldova. Incapabil să plătească pentru locuințe, a început să-și petreacă nopțile în pădure. Noaptea, ieșea la „vânătoare” de femei, pe care le bătea în cap, le viola și le lua banii și mâncarea.
Mai târziu soția și fiica sa s-au întors, însă, neputându-i rezista abuzurilor, au plecat în alt oraș și nu s-au mai întors niciodată.
La 4 septembrie 1998, pe strada Bolotnikovskaia din Moscova, Prodan a dat o lovitură fatală în capul unui trecător. A aflat că l-a omorât pe om prin intermediul mass-media. După ce a comis o altă crimă, nu a văzut un raport despre aceasta, din care motiv, a sunat la poliție și televiziune chemând angajații ambelor departamente și indicând locația cadavrului.
Având probleme cu relațiile cu femeile, Prodan a început să se răzbune pe femei și bărbați. Curând în raioanele Domodedovo și Leninski din Moscova a început să efectueze o serie de violuri asociate cu jaf. În orașul Vidnoe îi bătea pe bărbați, îi dezbrăca și îi lăsa să alerge nud pe străzi.
Cu toate acestea, Prodan și-a dat seama că, în ciuda forței sale remarcabile, nu putea să facă față fiecărui om. Astfel a decis să stăpânească arta hipnozei. După ce a citit o carte numită „Hipnoză: metodologie și practică”, Prodan a crezut că stăpânește hipnoza și a încercat să o aplice pe un trecător. Cu toate acestea, sub privirea meditativă a lui Prodan, nu numai că bărbatul nu s-a dezbrăcat și și-a dat toți banii, ci l-a bătut sever pe atacator. După aceea, a încetat să mai practice metoda hipnozei, lovind capul victimelor cu o țeavă. 
Odată, când Prodan se întorcea dintr-un alt jaf, a fost reținut de o patrulă. Văzând că jacheta îi era pătată de sângele victimei, el și-a mușcat mâna și a pătat jacheta cu propriul sânge. I-a fost acordat primul ajutor, apoi eliberat.
Ulterior a ucis o femeie pe numele Șevelkova, pe care a întâlnit-o accidental pe drum și a găsit un pachet de bani în geantă. Mulțumit de descoperire, a decis să prindă o mașină pe stradă. O patrulă de poliție s-a oprit, pentru a-l transporta, cu toate acestea, polițiștii l-au jefuit, văzând suma excesivă de bani la acesta.
Prodan s-a întors la locul ultimei crime, unde a văzut polițiștii interogând un bărbat pe nume Henrik Arakelian. Prodan, fără să știe, a fost înregistrat pe o cameră de poliție. Ancheta nu a dat rezultate, în timp ce Prodan a urmărit locul în care locuia Arakelian, iar a doua zi i-a ucis fiica.

## Arestarea, ancheta și procesul
A fost arestat pentru insultarea ofițerilor de poliție la începutul lunii martie 1999 și apoi închis pentru 15 zile. S-a comportat nervos în celula sa și ulterior a încercat să se sinucidă, din care motiv a fost dus la un spital, din care a scăpat, lăsând o notă: „Așteptați-mă, mă întorc”.
Prodan s-a dus imediat la sora lui, care locuia în Vidnoe. Acolo a fost reținut de ofițerii de poliție. În a zecea zi de detenție a fost chemat pentru interogatoriu și, într-un interviu cu anchetatorul, a început o conversație despre criminalul notoriu Andrei Cikatilo, după care a anunțat brusc: „Da, este doar un «cățeluș» în comparație cu mine, acest Cikatilo al tău!”, Apoi a cerut o hârtie și un pix și a scris o mărturisire sinceră, în care, cu toate acestea, a indicat doar o mică parte din crimele sale.
Lista crimelor lui Ion Prodan era impresionantă. În cele 9 luni din anii 1998-1999, a comis 58 de atacuri dovedite asupra femeilor și bărbaților. În același timp, au fost descoperite faptele atacurilor ascunse asupra femeilor de către ofițeri. Când a fost percheziționat apartamentul său, au fost găsite c. 300 de articole și obiecte feminine, inclusiv încălțăminte uzată. Proprietarii acestor obiecte nu au fost stabiliți, precum și numărul real al victimelor sale.
După ce examinarea psihiatrică criminalistică l-a găsit pe Prodan competent mental pentru a fi judecat, el și-a respins mărturia. Drept urmare, instanța a dovedit doar 5 omoruri și 17 violuri și jafuri și l-a condamnat pe la 25 de ani de închisoare într-o închisoare cu regim strict. Curtea Supremă a Rusiei a confirmat verdictul fără schimbări.

## În cultura populară
- Взгляд изнутри. Русский психиатр (BBC Inside Story, 1999).
- Emisiunea Криминальная Россия („Rusia criminală”). «Домодедовский упырь», episodul 1, episodul 2 (2001).